# Brian Blade
Brian Blade (nacido el 25 de julio de 1970) es un baterista de jazz, compositor, músico de sesión, y cantautor estadounidense.

## Biografía

### Primeros años
Blade nació y creció en Shreveport, Luisiana. La primera música que experimentó fue el góspel y las canciones de alabanza en la Iglesia Baptista de Zion, donde su padre, Brady L. Blade, ha sido el pastor durante cincuenta y dos años. En la escuela primaria, las clases de apreciación musical fueron una parte importante de su desarrollo y, a los nueve años, comenzó a tocar el violín. Inspirado por su hermano mayor, Brady Blade, Jr., que había sido el baterista de la Iglesia Baptista de Zion, Brian cambió su enfoque a la batería a través de la escuela media y secundaria.
Durante la escuela secundaria, mientras estudiaba con Dorsey Summerfield, Jr., Blade comenzó a escuchar la música de John Coltrane, Charlie Parker, Miles Davis, Art Blakey, Thelonious Monk, Elvin Jones y Joni Mitchell. A la edad de dieciocho años, Brian se mudó a Nueva Orleans para asistir a la Universidad de Loyola. De 1988 a 1993, estudió y tocó con la mayoría de los músicos que viven en Nueva Orleans, entre ellos John Vidacovich, Ellis Marsalis, Steve Masakowski, Bill Huntington, Mike Pellera, John Mahoney, George French, Germaine Bazzle, David Lee, Jr. , Alvin Red Tyler, Tony Dagradi y Harold Battiste.

### The Fellowship Band y trabajos como sideman
En 1997, Blade formó The Fellowship Band con el pianista Jon Cowherd, el bajo Chris Thomas, los saxofonistas Myron Walden y Melvin Butler, el guitarrista Jeff Parker, el guitarrista de pedal steel Dave Easley y el guitarrista Kurt Rosenwinkel. La banda lanzó su álbum de debut, Brian Blade Fellowship, producido por Daniel Lanois en 1998, Perceptual en 2000, Season of Changes en 2008 y "Landmarks" en 2014.
Al revisar el álbum de 2014 de la banda, John Kelman escribió:
A medida que la Fellowship Band ha crecido, se ha alejado de las referencias tradicionales explícitas, a pesar de que son una corriente subterránea en todo. En cambio, a medida que explora hitos tanto internos como externos, Landmarks habla además con la voz singular que la Fellowship Band ha construido desde el comienzo. La combinación de referencias folclóricas, toques de iglesia y preocupaciones espirituales, la modalidad de jazz y las piedras de toque countrified, Landmarks es el nombre perfecto para el cuarto álbum de Brian Blade & The Fellowship Band; más allá de su significado para el grupo, realmente es otra grabación histórica en los viajes evolutivos del quinteto central. Puede haber llegado después de un largo intervalo en el tiempo, pero eso solo hace que esperar sea más valioso.
Mientras continúa trabajando con la Fellowship Band, desde el año 2000 Blade también ha sido miembro del cuarteto de Wayne Shorter. También ha grabado con Daniel Lanois, Joni Mitchell, Ellis Marsalis, Marianne Faithfull, Emmylou Harris, Billy Childs, Herbie Hancock y Bob Dylan.

### Trabajo de cantautor
En 2009, Blade lanzó Mama Rosa, su primer álbum como cantautor, con canciones dedicadas a su abuela y su familia. El álbum presentó a Daniel Lanois, los vocalistas Kelly Jones y Daryl Johnson, el bajista Chris Thomas, los guitarristas Kurt Rosenwinkel y Geoffrey Moore, los guitarristas de pedal Greg Leisz y Patrick Smith, y los pianistas Aaron Embry y Jon Cowherd. Fue coproducido por Brian Blade y Adam Samuels. La banda en vivo incluye a Steven Nistor en la batería.
El 30 de abril de 2016, Blade tocó en la Casa Blanca en Washington D. C., como parte del Concierto Global del Día Internacional del Jazz.

## Honores
- 2013: ECHO del Jazz, Premio al "Artista Internacional del Año Batería/Percusión", para Quiver.[7]

## Discografía

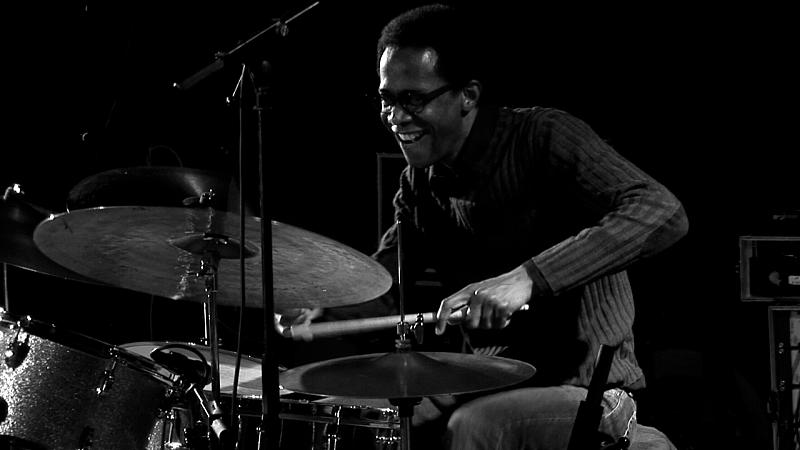
Blade en 2006.

### Como líder
- 1998: Brian Blade Fellowship (Blue Note)
- 2000: Perceptual (Blue Note)
- 2008: Season of Changes (Verve)
- 2009: Mama Rosa (Verve Forecast)
- 2014: Landmarks (Blue Note)
- 2015: Children of the Light (Mack Avenue)
- 2017: Body and Shadow (Blue Note)

### Como colíder

#### Dúo con Wolfgang Muthspiel
- 2007: Friendly Travelers (Material)
- 2008Friendly Travelers Live (Material)

#### Trío con Wolfgang Muthspiel y Marc Johnson
- 2001: Real Book Stories (Quinton)
- 2004: Air, Love, and Vitamins (Quinton)

#### Trío con Ron Millas y Bill Frisell
- 2012: Quiver (Enja)

#### Trío con Chick Corea y Christian McBride
- 2013: Trilogy (Concord) (Grammy Award for Best Jazz Instrumental Album)

#### Trío con John Patitucci y Danilo Pérez
- 2015: Children of the Light (Mack Avenue)

### Como músico de sesión

#### Con David Binney
- 2001: South (ACT)
- 2004: Welcome to Life (Mythology)
- 2007: Océanos (Criss Cross) with Edward Simon
- 2009: Third Occasion (Mythology)
- 2011: Graylen Epicenter (Mythology)

#### Con Kenny Garrett
- 1992: Black Hope (Warner Bros.)
- 1995: Triology (Warner Bros.)
- 1996: Pursuance: Music of John Coltrane (Warner Bros.)
- 2006: Beyond the Wall (Nonesuch)

#### Con Darrell Grant
- 1994: Black Art (Criss Cross)
- 1995: The New Bop (Criss Cross)
- 1999: Smokin' Java (Lair Hill)
- 2007: Truth and Reconciliation (Origin)

#### Con Norah Jones
- 2002:Come Away with Me (Blue Note)
- 2004: Feels Like Home (Blue Note)
- 2016: Day Breaks (Blue Note)

#### Con Daniel Lanois
- 2003: Shine (Anti-)
- 2004: Rockets (self-released)
- 2005: Belladonna (Anti-)
- 2008: Here Is What Is (Red Floor)
- 2010: Black Dub (Red Ink)
- 2014: Flesh And Machine (Anti-)

#### Con Joni Mitchell
- 1998: Painting with Words and Music (DVD, Eagle Rock)
- 1998: Taming the Tiger (Reprise)
- 2002: Travelogue (Nonesuch)
- 2007: Shine (Hear Music)

#### Con Wolfgang Muthspiel
- 2003: Real Book Stories (Quinton)
- 2014: Driftwood (ECM)
- 2016: Rising Grace (ECM)

#### Con John Patitucci
- 2001: Communion (Concord)
- 2003: Songs, Stories & Spirituals (Concord)
- 2006: Line by Line (JVC Victor/Concord)
- 2009: Remembrance (Concord)
- 2014: "Viva Hermeto!" (Borandá)[8]

#### Con Joshua Redman
- 1994: MoodSwing (Warner Bros.)
- 1995: Spirit of the Moment – Live at the Village Vanguard (Warner Bros.)
- 1996: Freedom in the Groove (Warner Bros.)
- 1998: Timeless Tales (for changing times) (Warner Bros.)
- 2002 Yaya3 (Loma)
- 2002: Elastic (Warner Bros.) with Joshua Redman Elastic Band
- 2005: Momentum (Nonesuch)
- 2007: Back East (Nonesuch)
- 2009: Compass (Nonesuch)
- 2013: Walking Shadows (Nonesuch)
- 2022: Long Gone (Nonesuch)

#### Con Wayne Shorter
- 2002: Footprints Live! (Verve)
- 2003: Alegria (Verve)
- 2005: Beyond the Sound Barrier (Verve)
- 2013: Without a Net (Blue Note)

#### Con Edward Simon
- 2006: Unicity (CAM Jazz)
- 2009: Poesia (Cam Jazz)
- 2013: Trio Live in New York (Sunnyside)

#### Con Mark Turner
- 1998: In This World (Warner Bros.)
- 2000: Ballad Session (Warner Bros.)

#### Con Kenny Werner
- 2006: Democracy (Half Note)
- 2007: Lawn Chair Society (Blue Note)

#### Con otros
- 1995: Brad Mehldau - Introducing Brad Mehldau (Warner)
- 1995: Emmylou Harris - Wrecking Ball (Elektra)
- 1995: Steve Masakowski - Direct Axecess (Blue Note)
- 1995: Jane Siberry - Maria (Reprise)
- 1996: Bob James Trio - Straight Up (Warner Bros.)
- 1997: Steve Earle - "El Corazón" (Warner Bros.)
- 1997: Bob Dylan - Time Out of Mind (Columbia)
- 1998: David Berkman - Handmade (Palmetto)
- 1998: Ryan Kisor - Battle Cry (Criss Cross)
- 1999: Dianne Reeves - Bridges (Blue Note)
- 1999: Elvis Costello, Burt Bacharach, Bill Frisell - The Sweetest Punch (Verve)
- 2000: Marianne Faithfull - Vagabond Ways (Instinct)
- 2000: Rebekka Bakken and Wolfgang Muthspiel - Daily Mirror (Material)
- 2001: Chris Potter - Gratitude (Verve)
- 2001: Ralph Bowen - Soul Proprietor (Criss Cross)
- 2001: Rick Margitza - Memento (Palmetto)
- 2002: Joel Weiskopf - Change in My Life (Criss Cross)
- 2002: David Berkman - Leaving Home (Palmetto Records)
- 2002: Charlie Haden - American Dreams (Verve)
- 2002: Herbie Hancock, Michael Brecker, and Roy Hargrove - Directions in Music: Live at Massey Hall (Verve)
- 2003: Danilo Pérez - ...Till Then (Verve)
- 2003: Lizz Wright - Salt (Verve)
- 2004: Helen Sung - Push (Fresh Sound New Talent)
- 2005: Tim Ries - The Rolling Stones Project (Concord)
- 2006: Bob Lanois - Snake Road (Cordova Bay)
- 2006: Mike Holober - Wish List (Sons of Sound)
- 2007: Debbie Deane - Grove House (RKM Music)
- 2007: Sam Yahel - Truth and Beauty (Origin)
- 2008: Alyssa Graham - Echo (Sunnyside)
- 2008: Rebecca Martin - The Growing Season (Sunnyside)
- 2010: Scott Colley - Empire (Cam Jazz)
- 2011: John Scofield - A Moment's Peace (Emarcy)
- 2011: Laura Veirs - Tumble Bee: Laura Veirs Sings Folk Songs for Children (Bella Union)
- 2012: Beth Orton - Sugaring Season (Anti-)
- 2012: Rolf and Joachim Kühn Quartet - Lifeline (Boutique)
- 2012: Davy Mooney - Perrier Street (Sunnyside)
- 2012: Matt Lemmler's New Orleans Jazz Revival Band - Ubuntu (SMartist)
- 2012: Shawn Colvin - All Fall Down (Nonesuch)
- 2013: Iron & Wine - Ghost on Ghost (4AD)
- 2013: Laura Veirs - Warp and Weft (Bella Union)
- 2013: Aga Zaryan - Remembering Nina & Abbey (Parlophone)
- 2013: Jon Cowherd - Mercy (ArtistShare)
- 2014: Antonio Sánchez - Birdman (Milan)
- 2014: Billy Childs - "Map to the treasure: Reimagining Laura Nyro" (Sony Records)[9]
- 2014: Chick Corea Trio - Trilogy (Concord)
- 2014: Jenny Scheinman - The Littlest Prisoner (Sony Masterworks)
- 2014: Sarah McLachlan - Shine On (Verve)
- 2015: Joe Jackson - Fast Forward (Caroline)
- 2015: Joel Harrison 5 - Spirit House (Whirlwind)